# Ondergrondse waterstofopslag
Ondergrondse waterstofopslag is de opslag van waterstofgas in ondergrondse grotten, zoutkoepels of uitgeputte olie- en gasvelden. ICI slaat al jaren waterstofgas op in ondergrondse grotten. De opslag van grote hoeveelheden waterstof in ondergrondse mijnen, zoutkoepels, aquifers of uitgegraven rotsgrotten kan functioneren als energieopslagtechniek die noodzakelijk is voor de waterstofeconomie. De elektriciteit die nodig is voor gecomprimeerde waterstofopslag op 200 bar bedraagt 2,1% van de energie-inhoud.

## ConocoPhillips Clemens Terminal
De ConocoPhillips Clemens Terminal in Texas slaat waterstofgas sinds de jaren 80 op in een gedolven zoutkoepel met het spelonkdak op circa 840 meter diepte. De grot is cilindervormig met een diameter van 48 m, een hoogte van 300 m en een bruikbare waterstofcapaciteit van circa honderdduizend m³, ofwel negenduizend ton.

## Ontwikkelingen
- Sandia National Laboratories presenteerde in 2011 "A Life Cycle Cost Analysis Framework for Geologic Storage of Hydrogen".[9]
- Het Europese project HyUnder[10] concludeerde in 2013 dat voor de opslag van wind- en zonne-energie 85 extra opslagplaatsen nodig zijn, omdat de huidige opslagsystemen PHES en CAES onvoldoende zijn.[11]